# Alix de Konopka
Alix de Konopka est une actrice française (d'origine polonaise et suisse), née à Paris en 1957. Elle est apparue dans de nombreux films tels que Oui, mais… et Prête-moi ta main. Son mari, Steve Kalfa est aussi acteur.

## Filmographie partielle

### Cinéma
- 1980 : Voulez-vous un bébé Nobel ? de Robert Pouret
- 1981 : Croque la vie de Jean-Charles Tacchella : Anne-Marie
- 1983 : Adieu foulards de Christian Lara
- 1987 : Travelling avant de Jean-Charles Tacchella : Wanda
- 1997 : C'est la tangente que je préfère de Charlotte Silvera : la voisine
- 1999 : Le Derrière de Valérie Lemercier : la voisine de Pierre et Francis
- 2001 : Oui, mais… d'Yves Lavandier : Mme Laville
- 2006 : Prête-moi ta main d'Éric Lartigau : Sandrine Philippi, ex-Bourrague
- 2008 : Hello Goodbye de Graham Guit : Mme Gash

### Télévision
- 1982 : Les Enquêtes du commissaire Maigret de Jean-Jacques Goron (série télévisée), épisode : Maigret et les Braves Gens
- 1984 : Des grives aux loups (mini-série) de Philippe Monnier, d'après les romans de Claude Michelet, Des grives aux loups et Les palombes ne passeront plus : Berthe Vialhe
- 1999 : Boulevard du Palais  saison 1 épisode 2 Madame Meirans